# ألب يورك
ألب يورك هو ثاني أسياد بنو جوبان إحدى إمارات الأناضول.

## سيرته
يُعتقد أن فترة حكمه كانت قصيرة ولم يكن هناك تطور كبير في الإمارة خلال هذه الفترة. ويمكن تفسير سبب ذلك الصمت على أنه خضوع وقبول إمارة بنو جوبان للضرائب التي فرضها المغول كحاكم جديد للأناضول متمثلين في الدولة الإلخانية بعد معركة جبل كوسه.
على الرغم من عدم معرفة متى وكيف مات ألب يورك، إلا أنه من المقبول أنه مات في حرب لأنه ورد ذكره كشهيد في عدة مصادر. بعد وفاته أصبح ابنه مظفر الدين يافلاك أرسلان حاكمًا للإمارة.